# Hubbard County
Hubbard County är ett administrativt område i delstaten Minnesota i USA, med 20 428 invånare. Den administrativa huvudorten (county seat) är Park Rapids. 

## Politik
Hubbard County tenderar att rösta republikanskt. Republikanernas kandidat har vunnit området i samtliga presidentval under 2000-talet. I valet 2016 vann republikanernas kandidat med siffrorna 63,1 procent mot 29,8 för demokraternas kandidat, vilket är den största segern i området för en presidentkandidat sedan valet 1956. Området har röstat för republikanerna i samtliga presidentval sedan 1892 utom 1912, 1916, 1932, 1936, 1964, 1976, 1992 och 1996.

## Geografi
Enligt United States Census Bureau har countyt en total area på 2 588 km². 2 389 km² av den arean är land och 199 km² är vatten.   

### Angränsande countyn
- Beltrami County - nord
- Cass County - öst
- Wadena County - syd
- Becker County - sydväst
- Clearwater County - nordväst